# Leoncjusz (von Wimpffen)
Leoncjusz, imię świeckie Leopold von Wimpffen, następnie Władimir Fiodorowicz von Wimpffen (ur. 1873 w Moskwie, zm. 23 czerwca 1919 w Astrachaniu) – rosyjski biskup prawosławny.

## Życiorys
Ojciec duchownego był żyjącym w Rosji baronem niemieckim; matka pochodziła z rodziny szlacheckiej. Po narodzinach został ochrzczony w Kościele luterańskim jako Leopold von Wimpfen. Pod wpływem swojej matki, osoby głęboko religijnej, już jako dorosły, przyszły hierarcha przyjął prawosławie i nowe imię Władimir (w późniejszych latach konwersji dokonał również jego ojciec). W 1896 Władimir von Wimpfen ukończył gimnazjum w Penzie i rozpoczął studia teologiczne w Kazańskiej Akademii Duchownej. W 1897 złożył wieczyste śluby zakonne z imieniem Leoncjusz. W roku następnym został wyświęcony kolejno na hierodiakona i hieromnicha. W 1900 uzyskał tytuł kandydata nauk teologicznych, kończąc studia w Akademii.
W 1903 hieromnich Leoncjusz został skierowany do Chin, gdzie należał do misjonarzy działających pod kierunkiem archimandryty Innocentego (Figurowskiego). Po powrocie do Rosji w 1904 został inspektorem seminarium duchownego w Kursku. W 1906 otrzymał godność archimandryty i objął zadania proboszcza cerkwi przy ambasadzie rosyjskiej w Atenach.
28 września 1914 miała miejsce jego chirotonia na biskupa czeboksarskiego, wikariusza eparchii kazańskiej. Po roku został przeniesiony do eparchii gruzińskiej jako biskup pomocniczy z tytułem biskupa erywańskiego, w 1916 – do eparchii orenburskiej z tytułem biskupa kustanajskiego, zaś jeszcze w tym samym roku, w grudniu, do eparchii saratowskiej z tytułem biskupa pietrowskiego. W 1917 Świątobliwy Synod Rządzący przeniósł go w stan spoczynku i wyznaczył jako miejsce stałego przebywania monaster Opieki Matki Bożej w Astrachaniu.
5 września 1917 został biskupem jenotajewskim, wikariuszem eparchii astrachańskiej. Do sierpnia 1918 spełniał obowiązki jej ordynariusza w związku z wyjazdem arcybiskupa astrachańskiego Mitrofana na Sobór Lokalny Rosyjskiego Kościoła Prawosławnego.
Biskup Leoncjusz poparł powstanie w eparchii niezależnych od władz cerkiewnych organizacji świeckich prawosławnych oraz Związku Wspólnot Religijnych, poszerzającego prerogatywy poszczególnych parafii, czego przeciwnikiem był arcybiskup Mitrofan. Stało się to przyczyną konfliktu między hierarchami. Pogłębił się on, gdy biskup Leoncjusz poparł dekret o rozdziale Kościoła prawosławnego od państwa, przeciwko któremu opowiedział się Mitrofan. Złożył on skargę na działalność swojego biskupa wikariusza, którego sprawę miał następnie zbadań Sobór Biskupów. Biskup Leoncjusz nie otrzymał jednak zgody na przyjazd do Moskwy w celu wzięcia udziału we własnej sprawie. Gdy stało się jasne, iż grozi mu zawieszenie w funkcji i zakaz sprawowania nabożeństw, część zaangażowanych wiernych eparchii astrachańskiej podjęła na łamach prasy lokalnej obronę duchownego; atakowano również Mitrofana, oskarżanego o sprzyjanie Czarnej Sotni i przyjaźń z Rasputinem. Ostatecznie Leoncjusz nie został zawieszony, odebrano mu jedynie godność biskupa pomocniczego eparchii astrachańskiej.
25 maja 1919 biskup Leoncjusz został aresztowany przez władze bolszewickie razem z arcybiskupem Mitrofanem. Obydwaj zostali oskarżeni o organizację „spisku białogwardyjskiego”. Po niecałym miesiącu został skazany na śmierć i 23 czerwca rozstrzelany. W tych samych okolicznościach zginął arcybiskup Mitrofan.
W 1981 Rosyjski Kościół Prawosławny poza granicami Rosji uznał biskupa Leontija za świętego, jednego z soboru Świętych Nowomęczenników i Wyznawców Rosyjskich, Cerkiew Rosyjska wspomina św. Mitrofana i Leoncjusza w dniu ich śmierci – 23 czerwca